# Saint-Oyens
Saint-Oyens é uma comuna da Suíça, situada no distrito de Morges, no cantão de Vaud. Tem 3,04 km² de área e sua população em 2018 foi estimada em 446 habitantes.